# Војњиков
Војњиков (чеш. Vojníkov) је насељено место са административним статусом сеоске општине (чеш. obec) у округу Писек, у Јужночешком крају, Чешка Република. 

## Географија
Налази се 5 км северно од града Писек у јужној Бохемији, између села Врцовице и Држов. Порекло назива села потиче од имена Војник, које је касније нестало у чешком језику (данас се каже Voják). 
Осим самог села Војњиков у саставу истоимене општине налазе се и села: Држов, Лоука и Споли. Први пут се Војњиков спомиње 1542. године као село, које припада граду Писек. Западно од села се у долини реке Отаве налази рекреациона зона са викендицама у којој често борављају становници различитих градова јужне Бохемије. У самом селу се налази неколико споменика сеоског барока, а у центру села споменик жртвама Првог светског рата.

## Становништво
Према подацима о броју становника из 2014. године насеље је имало 84 становника.